# .nf
.nfは国別コードトップレベルドメイン（ccTLD）の一つで、オーストラリア領ノーフォーク島に割り当てられている。

## 第二レベルドメイン
これらの第2レベルドメインは、第3レベルの登録が可能で、登録の制限はありません。
- .com.nf
- .net.nf
- .arts.nf
- .store.nf
- .web.nf

Norfolk Island Data Servicesはこれらの第二レベルドメインを予約しています:
- .firm.nf
- .info.nf
- .other.nf
- .per.nf
- .rec.nf